# Шувалов, Юрий Евгеньевич
Юрий Евгеньевич Шувалов (род. 1 февраля 1965, Ленинград) — российский политический деятель. Работает в Управлении Президента Российской Федерации по приграничному сотрудничеству.

## Биография
Окончил Ленинградский политехнический институт (ЛПИ). Кандидат социологических наук. После окончания ЛПИ работал в нём, занимал пост управляющего делами Санкт-Петербургского государственного технического университета (СПбГПУ — бывш. ЛПИ).
В 1995—1997 гг. — член НДР, в 1996—1997 — советник председателя фракции НДР в Госдуме.
Был директором московского представительства СПбГТУ.
В феврале 1998 года на учредительной конференции в Санкт-Петербурге было учреждено движение «Российский прогрессивный союз» (РПС). Шувалов был избран членом президиума совета РПС.
В 1999 — управляющий делами Политехнического института Санкт-Петербургского государственного технического университета.
На выборах в Государственную Думу ФС РФ 1999 года баллотировался по Северо-Западному одномандатному избирательному округу № 210 (Санкт-Петербург). Выборы признаны несостоявшимися, потому что голосов против всех было подано больше чем за любого кандидата, (в 2000 году от этого округа был избран Юрий Севенард).
С 1 декабря 1999 по июль 2001 года занимал пост заместителя руководителя аппарата фракции «Единство» в Государственной думе ФС РФ.
2 июля 2001 был назначен начальником Управления по связям с общественностью, региональным и общественным связям МВД РФ.
2 марта 2004 года Пресс-служба Государственной думы была реорганизована в Управление по связям с общественностью и взаимодействию со СМИ, а Ю. Е. Шувалов был назначен его руководителем.
С мая 2005 года — координатор Центра социально-консервативной политики.
В 2008—2012 годах являлся заместителем секретаря Президиума Генерального совета Всероссийской политической партии «Единая Россия» по креативу и взаимодействию с политическими клубами. В мае 2012 года избран в состав Высшего совета Всероссийской политической партии «Единая Россия».
29 января 2008 года назначен заместителем руководителя Аппарата Государственной думы — начальником Управления по связям с общественностью и взаимодействию со СМИ Аппарата ГД ФС РФ. В январе 2012 года переназначен на эту должность.
В должности замруководителя аппарата Госдумы курировал Аналитическое управление, Управление международного сотрудничества, Управление по связям с общественностью и взаимодействию со СМИ и Управление библиотечных фондов (Парламентская библиотека)
С 2012 года является Ответственным секретарем Совета непарламентских партий при Председателе Государственной Думы.
В 2012 году выступил инициатором создания Международного Союза «Евразийская конфедерация».
В 2016—2017 годах — советник Председателя Государственной Думы ФС РФ.
В мае 2017 года перешёл на работу в Администрацию Президента РФ.
В 2017 году принял участие в создании ЭИСИ.
В 2018 году поддержал идею формирования Информационно-технологической общественной платформы.
В связи с работой в Администрации Президента, 8 декабря 2018 года, на основании решения, принятого делегатами XVIII съезда политической партии «Единая Россия», Юрий Шувалов был выведен из состава Высшего совета партии.
Координатор Информационно-технологической общественной платформы (2018).
Генерал-майор внутренней службы (2004).
2022 год по настоящее время - руководитель Отдела информации и связей с общественностью Секретариата Организации Договора о коллективной безопасности (ОДКБ). Организация информационно-аналитической службы ОДКБ.

## Личная жизнь
Женат, четверо детей.

## Награды
- Медаль ордена «За заслуги перед Отечеством» I степени (20 сентября 2016), II степени (2004) — за достигнутые трудовые успехи, активную общественную деятельность и многолетнюю добросовестную работу[6].
- Благодарность Правительства Российской Федерации (20 августа 2015 года) — за заслуги в законотворческой деятельности и многолетний добросовестный труд[7].